# 陡鰭七鰓鰻
陡鰭七鰓鰻（學名：Lampetra aepyptera），為圓口綱七鰓鰻目七鰓鰻科七鰓鰻屬的一種，分布於北美洲美國賓夕法尼亞東南部的薩斯奎哈納河至北卡羅萊納州紐斯河流域、從賓夕法尼亞州到密蘇里州和阿肯色州，南至阿拉巴馬州密西西比河流域、喬治亞州、阿拉巴馬州和密西西比州的莫比爾灣和帕斯卡古拉河流域，本魚口盤比頭窄，牙齒極度退化，通常有52-59個軀幹肌節，上方為淺棕褐色至銀灰色，下面為黃色或白色，口上板，單尖牙2顆；口下板，單尖牙5-13顆，尾鰭呈鏟狀，體長可達18公分，壽命可達8年，棲息在乾淨的, 清澈的碎石激流與小溪與小河的小支流，幼魚在有泉源的窪地或泥底部溪流的靜止池水與洄水區，成魚非寄生型，不進食，於春季在溪流源頭產卵，雄魚用口盤撿起鵝卵石並移動它們以形成淺凹陷的邊緣來建造小巢，黏性卵產在巢中，並黏附在沙子和礫石上，成年七鰓鰻產卵後就會死亡。